# Абдуллина, Фируза Давлетшовна
Абдуллина Фируза Давлетшовна (баш. Абдуллина Фирүзә Дәүләтша ҡыҙы; 24 февраля 1961, Шулька, Баймакский район, Башкирской АССР) — башкирская поэтесса, педагог, преподаватель русского языка и литературы, башкирского языка и литературы, член Союза писателей Республики Башкортостан и Союза писателей России.

## Биография
Родилась в деревне Шулька Баймакского района Республики Башкортостан. Росла в многодетной семье фронтовика. Проучилась в деревенской шестилетней школе, затем продолжила учёбу в Баймакской школе-интернате. В 1978 году закончила её. Поступила в Стерлитамакский педагогический институт на факультет башкирской и русской филологии в 1978 и окончила его в 1983 году. С поступлением устроилась работать педагогом. После института вышла замуж. В 1985 году переехала в Зианчуринский район, работала там учителем русского языка и литературы в шестилетней школе Юлдаш. В 1990 году возвращается в школу в Кармаскалинском районе. Вырастила двух дочерей.
Основала литературный клуб «Возрождение».

## Творчество
Пишет стихотворения с детства, первое написала в третьем классе, с 7-8 классов на страницах республиканских детских газет и журналов переодически публикуются её стихи. Первое стихотворение опубликовано в районной газете «Октябрьское знамя». Во время учёбы в институте занималась в творческом кружке «Ашказар», занятия там, как она признавалась позднее, помогли ей раскрыть свои таланты, выступала по радио. К её стихам написано более ста песен.
Изданные книги
на башкирском языке:
- Сборник «Всё будет хорошо! Стихи» (баш. Барыһы ла яҡшы буласаҡ! Шиғырҙар) — Уфа, 2015
- Сборник «Спасибо, мама! Стихи» (баш. Рәхмәтлемен һиңә, әсәйем! Шиғырҙар) — Уфа, 2015
- Сборник «От всей души! Стихи» (баш. Ихлас күңелдән! Шиғырҙар) — Сибай, 2016
- Сборник «Уроки матери» (баш. Әсәйем һабаҡтары) — Уфа, 2023[1][4][5].

## Награды и премии
- На одном из конкурсов в 2020 году избрана «Поэтом года»[1]
- Одна из победителей конкурса грантовой поддержки проектов, направленных на популяризацию башкирского языка, культуры, истории и современности башкирского народа в масс-медиа и социальных сетях[6].